# NGC 6653
NGC 6653 (również PGC 62342) – galaktyka eliptyczna (E1), znajdująca się w gwiazdozbiorze Pawia. Odkrył ją John Herschel 28 czerwca 1835 roku.